# Requena-Utiel
Requena-Utiel (em valenciano: Plana d'Utiel) é uma comarca da Comunidade Valenciana, na Espanha. Está localizada na província de Valência, e sua capital é o município de Requena. Limita com as comarcas de Los Serranos, Hoya de Buñol, Valle de Cofrentes, e também com Castela-Mancha.

## Municípios
| Município               | População | Área   | Densidade |
| ----------------------- | --------- | ------ | --------- |
| Requena                 | 21.278    | 814,20 | 25,10     |
| Utiel                   | 12.449    | 236,90 | 52,55     |
| Venta del Moro          | 1.400     | 272,59 | 5,14      |
| Camporrobles            | 1.299     | 89,50  | 15,69     |
| Sinarcas                | 1.297     | 102,50 | 11,71     |
| Caudete de las Fuentes  | 919       | 34,60  | 22,34     |
| Fuenterrobles           | 792       | 49,50  | 14,76     |
| Villargordo del Cabriel | 692       | 54,50  | 12,18     |
| Chera                   | 619       | 71,60  | 9,27      |